# 哥本哈根市政厅
哥本哈根市政厅（丹麥語：Københavns Rådhus）是丹麦哥本哈根的市议会以及市长办公室所在地。该建筑位于市中心的市政厅广场。
现在的建筑物在1905年落成。它是由建筑师Martin Nyrop设计，灵感来自意大利锡耶纳市政厅。它有装饰华丽的立面，阳台上方的丹麦主教Absalon(1128-1201)镀金塑像，以及瘦高的钟楼。后者高105.6米，是普遍低矮的哥本哈根市最高的建筑物之一。

## 历史

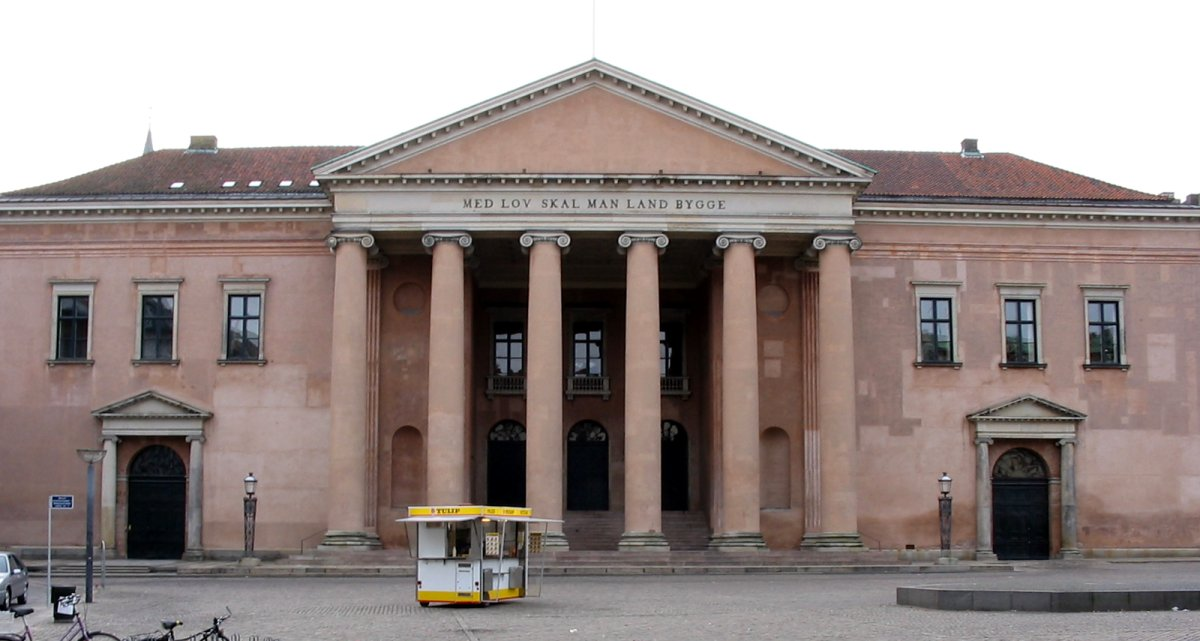
1815年的老市政厅

现在的市政厅是由建筑师Martin Nyrop设计，灵感来自意大利锡耶纳市政厅。施工开始于1892年，1905年9月12日开幕。
市政厅在搬到现址前，曾位于Gammeltorv/Nytorv。第一座市政厅从约1479年使用到1728年毁于哥本哈根大火。 
第二座市政厅始建于1728年，烧毁于1795年哥本哈根大火。 
55°40′31″N 12°34′13″E / 55.67528°N 12.57028°E